# 科尔塞勒-米耶洛
科尔塞勒-米耶洛（法語：Corcelle-Mieslot，法語發音：[kɔʁsɛl mjɛlo]）是法国杜省的一个市镇，属于贝桑松区。该市镇于1823年由原市镇科尔塞勒（Corcelle）和米耶洛（Mieslot）合并而成。

## 地理
科尔塞勒-米耶洛（47°21'37"N, 6°11'14"E）面积6.42 平方千米，位于法国勃艮第-弗朗什-孔泰大區杜省，该省份为法国东部内陆省份，北起上索恩省，西接汝拉省，东部及东南部与瑞士接壤，东北部与贝尔福地区省接壤。
与科尔塞勒-米耶洛接壤的市镇（或旧市镇、城区）包括：里涅、蒙塞、普利涅-吕桑、里尼奥索、拉图尔德赛、马尔绍-绍德方丹。

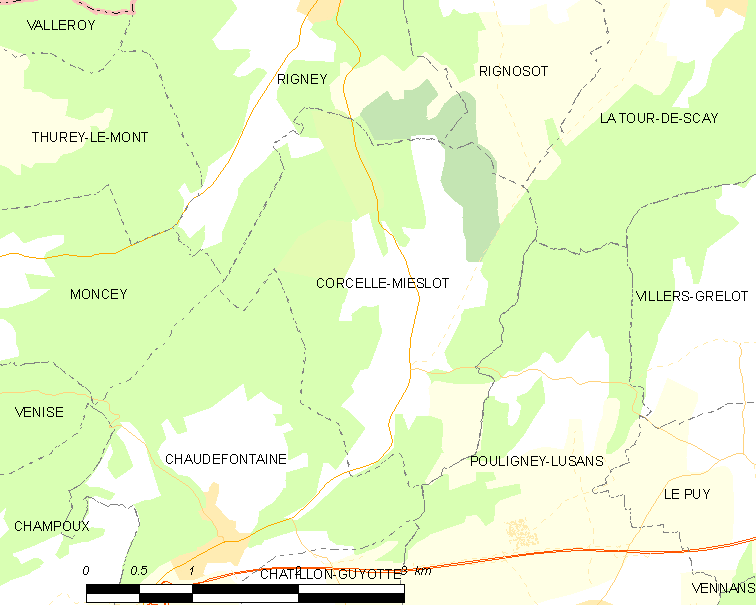
科尔塞勒-米耶洛的OSM定位图

科尔塞勒-米耶洛的时区为UTC+01:00、UTC+02:00（夏令时）。

## 行政
科尔塞勒-米耶洛的邮政编码为25640，INSEE市镇编码为25163。

## 政治
科尔塞勒-米耶洛所属的省级选区为博姆莱达姆县。

## 人口

1962-2008年间科尔塞勒-米耶洛人口变化图示

科尔塞勒-米耶洛于2022年1月1日时的人口数量为94人。